# コガモ
コガモ（小鴨、学名: Anas crecca）は、カモ目カモ科マガモ属の鳥類の一種で、カモの仲間。日本語における命名由来は「小型のカモの意」であるが、本項で扱うコガモは形容や総称ではなく、生物種である。

## 形態

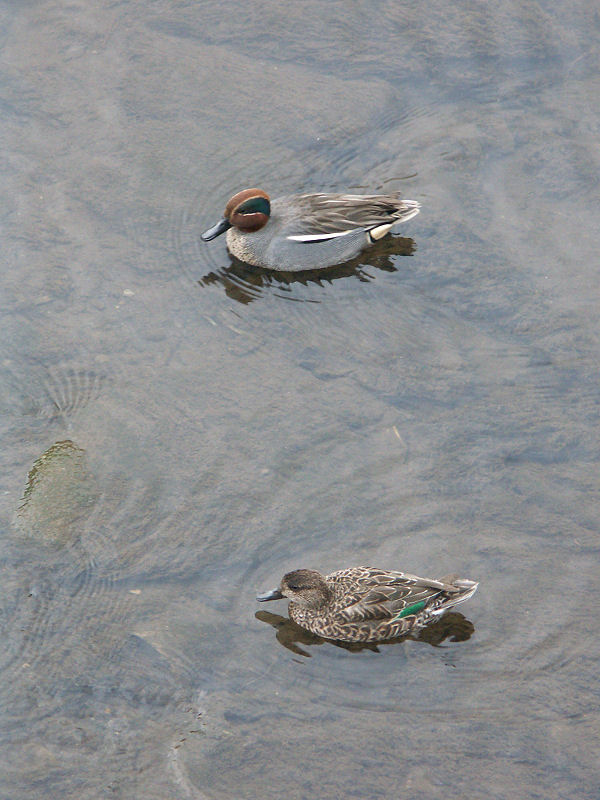
コガモの雄（上）と雌（下）

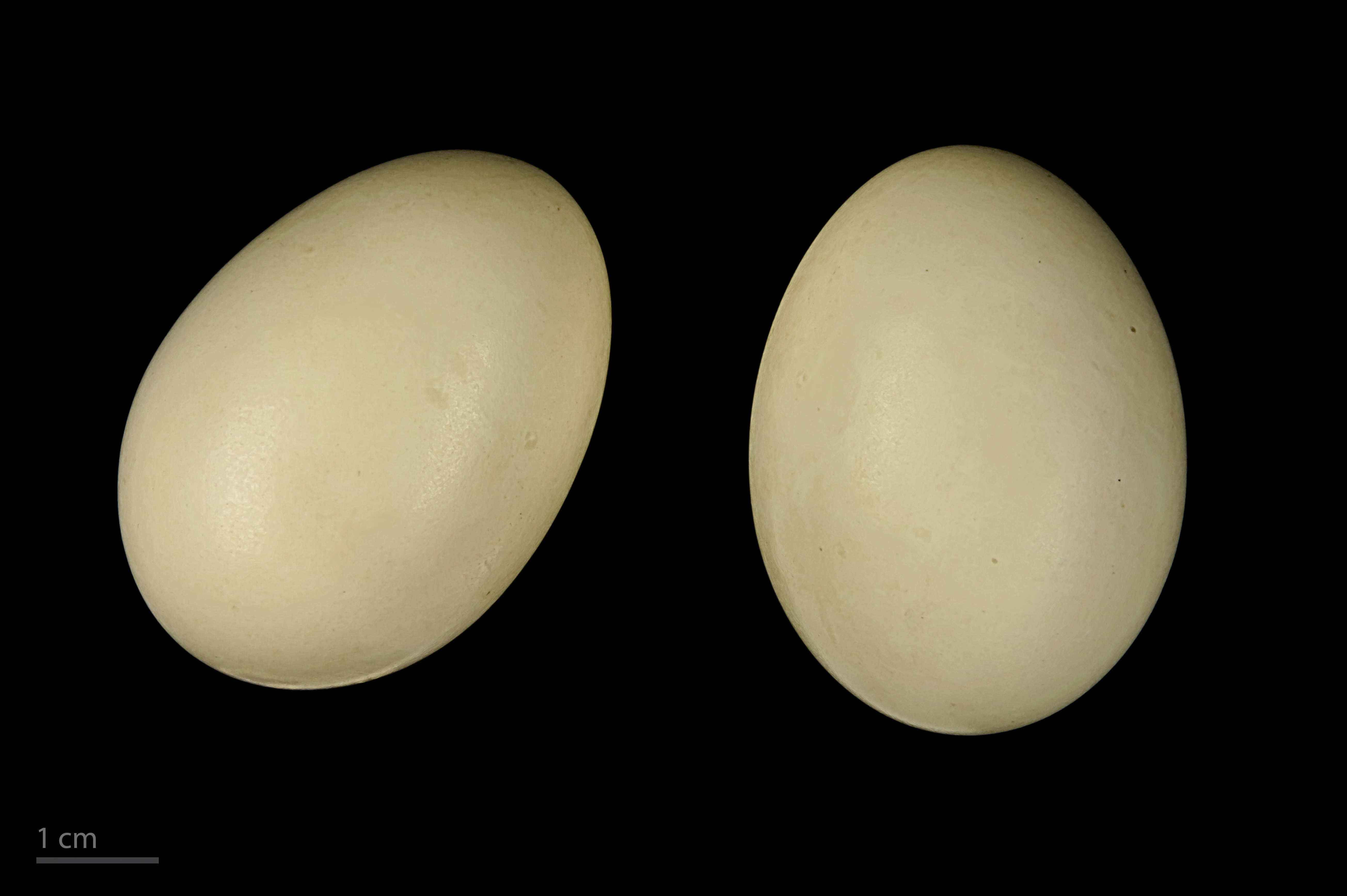
Anas crecca

体長34〜38cm。翼開長58〜64cm。雄の方がやや大きい。ドバトより一回り大きい程度で、日本産カモ類の中では最小種のひとつ。
雄は頭が栗色で、目の周りから後頸にかけてが暗緑色、身体は灰色で、側面に横方向の白線が入る。下尾筒は黒く、両側に黄色い三角の斑がある。翼は暗褐色だが、翼鏡は緑色。嘴と足は黒い。
雌は全体に褐色で、黒褐色の斑がある。下尾筒の両脇は白い。雄と同様に緑色の翼鏡が見られる。

## 生態
非繁殖期には、湖沼、池、河川、干潟などに生息する。淡水域に多い。越冬の終盤である2月末〜3月につがいを形成し、繁殖地へ渡る。つがいを形成する前の11月〜1月頃には、オスはメスに対して盛んにディスプレイ行為を見せる。繁殖期には、河川や湿地の周辺の草地などに生息する。
食性は植物食で、河川や湖沼などの水面から届く範囲の藻や水草などを食べる。夜間に採食することが多い。
雄は「ピリピリッ」、雌は「クゥェックゥェッ」などと鳴く。
繁殖形態は卵生。メスは草地の地上に巣を作り、4月下旬〜7月上旬に平均8個産卵する。卵の平均サイズは45×33mmである。卵は抱卵開始から21〜23日で孵化する。他の多くのカモ類と同様に、抱卵・育雛はメスのみで行う。雛は26〜30日程度で親から独立する。

## 分布
ユーラシア中部・北部および北米大陸中部・北部で繁殖する。冬季はヨーロッパ南部、北アフリカ、中近東、南アジア、東アジア、北アメリカ中部から南部へ渡り越冬する。
日本では、冬鳥として全国に飛来する。全国で普通に見られ、市街地の河川や公園の池などでも観察される。中部地方以北の高原や北海道の湿原では、ごく少数が繁殖している。
カモ類の中では冬の渡りが早く、また春の渡りが遅めである。越冬中は群れで生活し、関東地方では9月頃から4月頃にかけて見ることができる。

## 亜種

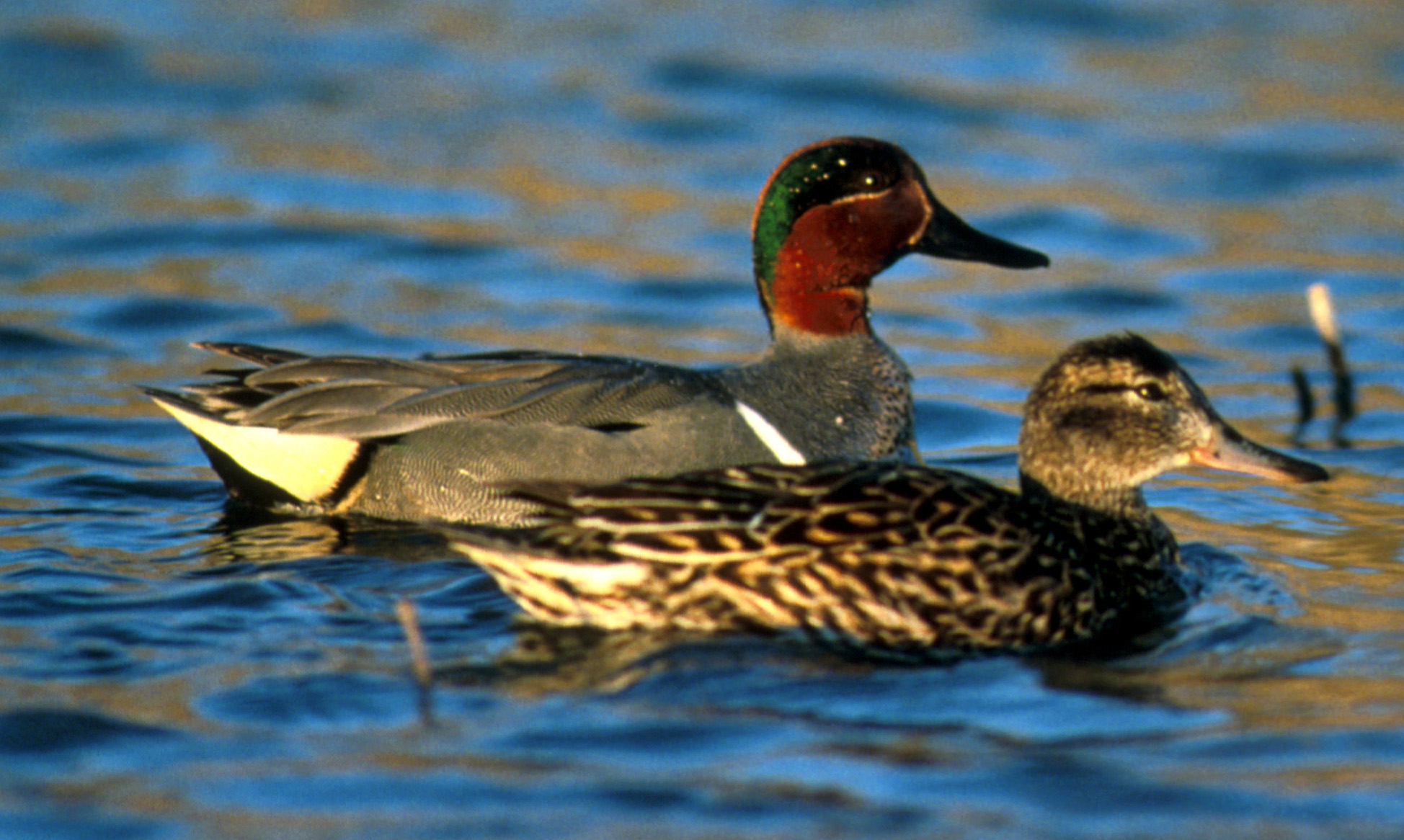
アメリカコガモ（手前が雌、奥が雄）

亜種コガモ Anas crecca crecca Linnaeus, 1758
日本に主に渡来する。
亜種アメリカコガモ Anas crecca carolinensis Gmelin, 1789
英名:Green-winged Teal。
本亜種の雄は、側面に横白線が入らず、肩から縦に白線が入ることで判別できる。雌や幼鳥の両亜種間の識別は困難である。日本国内では亜種コガモに混じって希に観察される。また、両亜種の特徴を有した亜種間雑種と考えられる個体も観察されている。
なお、本亜種をコガモとは別の独立種 Anas carolinensis (Gmelin, 1789) であるとする見方もある。
亜種オオコガモ Anas crecca nimia Friedmann, 1948
アリューシャン列島に分布している。

## 保全状況評価
- LEAST CONCERN (IUCN Red List Ver. 3.1 (2001))[1]

## 人間との関わり
マガモ同様に食用にされる。味はマガモに勝るとも劣らないと言われるほど優れているが、体の大きさがマガモよりずっと小さく、取れる肉の量が同種の1/4程度であり、それゆえに狩猟の獲物として狙われる機会も少ない。
マガモやカルガモと比べて警戒心も強く、人の姿を察知するとすぐに逃げ出す。